# Moj dežnik je lahko balon

## Vsebina pravljice
Deklica po imenu Jelka je imela na trati za hišo svoj šotor, ki je bil rumeni dežnik. Jelka je tekala okoli šotora in se igrala s svojo novo rdečo žogo. Skozi okno so jo pri igri opazovali mama, oče, dedek, babica in teta ter jo opozarjali, da naj pazi na svojo novo žogo. Jelka je žogo vrgla visoko v zrak in žoga je padla v bližnji potok. Mama, oče, dedek, babica in teta so bili jezni  nanjo in na njeno nepazljivost. Jelka ni mogla gledati jeznih obrazov, zato se je skrila pod svoj dežnik, ga močno prijela za kljuko, zaprla oči in šepetala: »Moj dežnik je lahko balon.« Njen dežnik je res poletel visoko v nebo. Vsi njeni so zaskrbljeni gledali za njo. Ko pa je deklica odprla oči, je videla pod seboj ljubljanske hiše, dvorišča, mačko, ki se je grela na vrhu hiše, škatle (to so bili avtomobili iz ptičje perspektive) ter pike (ljudje), ki so mrgolele sem in tja. Jelka je uživala v poletu nad Ljubljano. In imela je res lep sončen razgled na dogajanje v Ljubljani. Obkrožila je Ljubljanski grad, odpotovala do Tivolija in tukaj je zagledala prelep cvetlični vrt, na katerem pa niso rastle navadne rože, rastli so klobuki vseh barv in oblik. Jelka je zaprla svoj dežnik in se tukaj ustavila. V tej čudežni deželi je srečala svoje vrstnike, ki so živeli v isti ulici in s katerimi se ni smela igrati, ker so starši precenili, da v njihovi družbi ne bi bila preveč varna. V tej deželi pa se je lahko igrala z njimi. Vsak je nadel svoj klobuk in postal je to, kar je klobuk predstavljal. Eden izmed otrok je postal vseviden in Jelka ga je prosila, da naj poišče njeno izgubljeno žogo. Ko je svojo žogo dobila nazaj, se je lepo poslovila in s sabo vzela tudi nekaj klobukov, ki jih je potem doma razdelila. Nobeden je ni mogel ošteti zaradi izginotja. Ko so si nataknili vsak svoj klobuk, so postali to, kar so si vedno želeli. Dedek je postal general, babico je klobuk pomladil, mama je postala najlepša gospa v mestu, očka profesor, teta pa filmska igralka. Imela pa je še majhno sestro, ki jo je komaj kdo opazil. Ko si je poveznila svoj klobuk, je rekla, da je zlata ribica. Jelka pa ni imela klobuka, je pa imela dežnik, ki je lahko postal balon.

## Osebe
Jelka, mama, očka, dedek, babica, teta, otroci in Jelkina sestra Anka

## Dogajalni kraj
Ljubljana in čudežna dežela sredi tega mesta

## Dogajalni čas
nekega sončnega dne

## Interpretacija
Jelka je deklica, ki ima stroge starše, saj ji niti tega ne dovolijo, da bi se igrala s svojimi vrstniki, zato se vedno igra sama in se zateka v svoj domišljijski svet. V tem svetu najde vse tisto kar ji starši odvzemajo (igro s svojimi vrstniki, spoznavati svet tudi okoli svoje trate). V svojem svetu najde vse tisto po čemer hrepeni. Deklica pa kaže tudi svojo ustvarjalnost s tem, ko ji v svoji igri zadostuje zgolj navaden dežnik. 

## Prevodi pravljice Moj dežnik je lahko balon v druge jezike
Suncobran balončić, Mein Schirm kann fliegen, Le parapluie volant, My umbrella can turn into a balloon, Moj kišobrančić - moj balončić,  Moj suncobran može postati balon, Muj deštník je jako balón, V krajine klobúkov, L'ombrello volante, Moj amrel je pravi balon, Leenan lentävä sateenvarjo, Moj zontik možet letat